# メッペル
メッペル（オランダ語: Meppel [ˈmɛpəl] ( 音声ファイル)）は、オランダのドレンテ州南西部にあるヘメーンテ（基礎自治体）。
州内でもっとも古い町であるが、16世紀に内陸部の交通の要衝として開発され、1644年に都市権を取得した。かつて町内に運河がはりめぐらされていたものの、今は1か所に遺構が残るのみである。
メッペル出身のひとは「メッペレル・ミュッヘン」（メッペルの蚊）と呼ばれることがある。これは「教会の塔が火事だと思ったら、調べてみればただの蚊の群れであった」という民話に由来する。

## 市内の地区
- ブルクホイゼン (Broekhuizen)
- デ・コルク (De Kolk)
- ハフィクスホルスト (Havixhorst)
- コルデルフェーン (Kolderveen)
- コルデルフェーンセ・ボフェンブール (Kolderveense Bovenboer)
- リンデンホルスト (Lindenhorst)
- メッペル (Meppel)
- ネイエンタップ (Nijentap)
- ネイエフェーン (Nijeveen)
- ネイエフェーンセ・ボフェンブール (Nijeveense Bovenboer)
- ロガト (Rogat)
- デ・スキープホルスト (De Schiphorst)

## ギャラリー

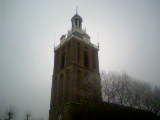
メッペル塔
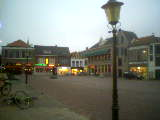
市中心部の広場
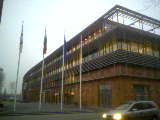
市役所
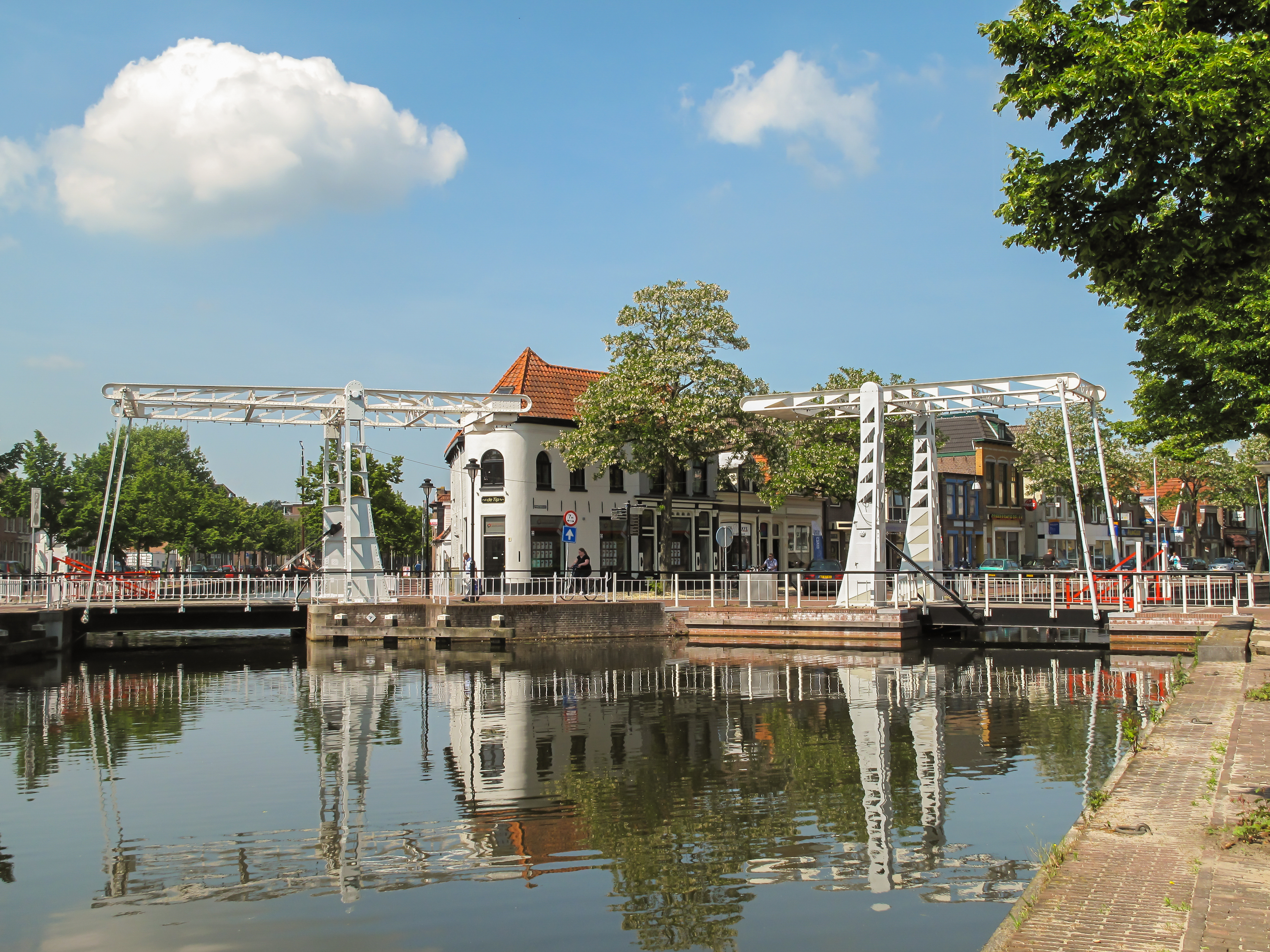
二つの可動橋
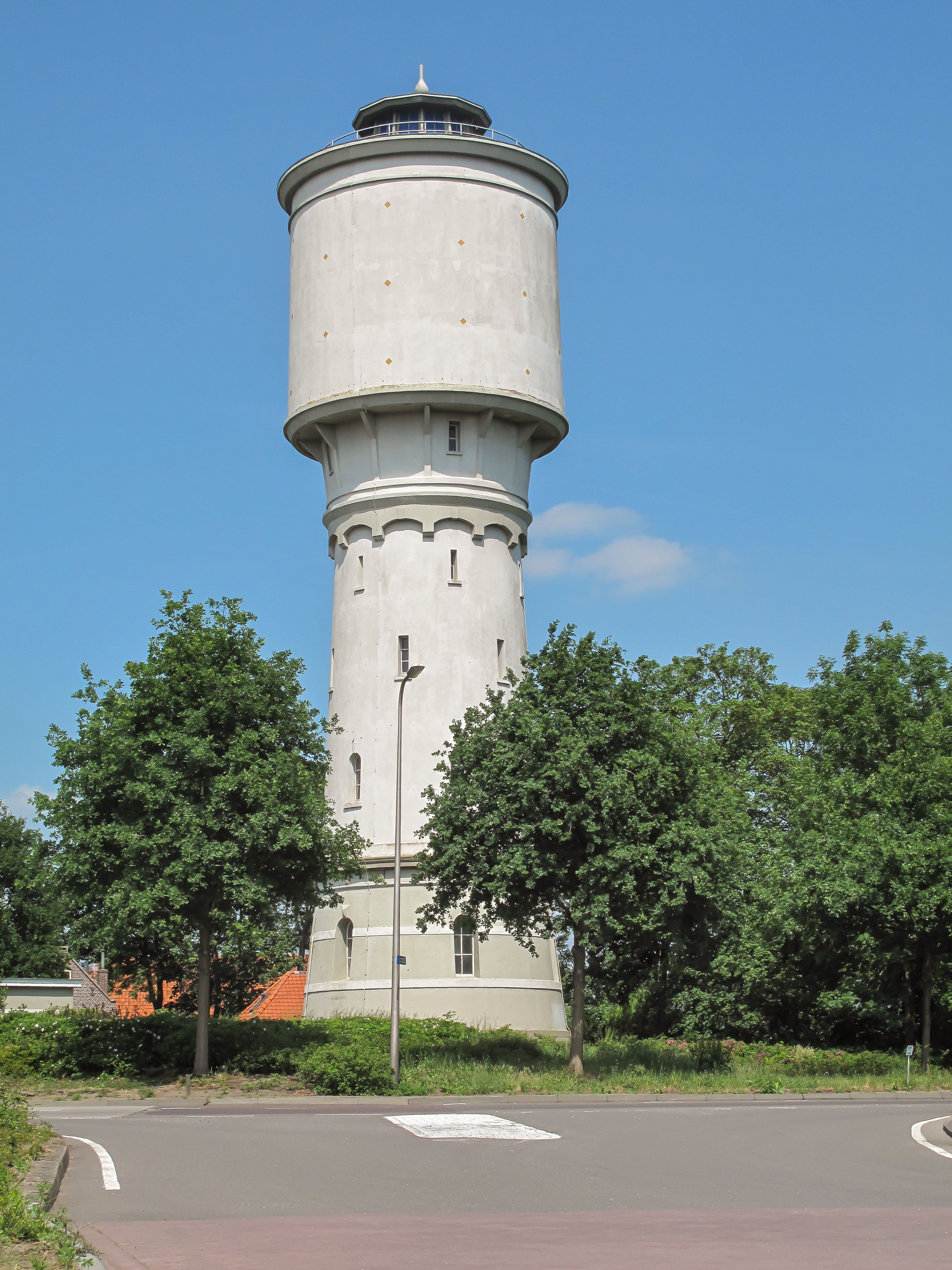
給水塔

## 姉妹都市
- モスト、チェコ